# Іггенсбах
Іггенсбах (нім. Iggensbach) — громада в Німеччині, знаходиться в землі Баварія. Підпорядковується адміністративному округу Нижня Баварія. Входить до складу району Деггендорф.
Площа — 19,08 км2. Населення становить 2153 ос. (станом на 31 грудня 2020).